# Xarxa de Ciutats Creatives
|  | No s'ha de confondre amb "Ciutats creatives", un projecte europeu internacional dissenyat i dirigit pel British Council.. |

La Xarxa de ciutats creatives de la UNESCO (UCCN per les seves sigles en anglès) va ser creada l'any 2004 per promoure la cooperació entre, i amb, ciutats que han identificat la creativitat com un factor estratègic per a un desenvolupament urbà sostenible. Les ciutats d'aquesta xarxa treballen conjuntament envers un objectiu comú, situar la creativitat i les indústries culturals al cor dels seus plans de desenvolupament a nivell local, i cooperen activament a nivell internacional.
La Xarxa cobreix set dominis creatius: Artesania i arts populars, Arts digitals, Cinematografia, Disseny, Gastronomia, Literatura i Música.

## Creació i objectius
La Xarxa de ciutats creatives fou llançada per la UNESCO l'octubre del 2004 en una decisió presa pel seu 170è Consell Executiu, a partir de l'experiència de l'Aliança Global per a la Diversitat Cultural, creada el 2002 per la mateixa UNESCO, la qual, al seu torn, va passar a constituir un projecte operacional de la Convenció sobre la Protecció i Promoció de la Diversitat d'Expressions Culturals adoptada el 2005. El punt corresponent a aquesta qüestió s'havia incorporat a l'agenda provisional del Consell Executiu (amb el número 3.6.3) a iniciativa del Regne Unit. El fet que la iniciativa provingués de la ciutat d'Edimburg influiria en el fet que fos nominada la primera de les ciutats de la Xarxa, en la categoria de Literatura, i que prengués un cert paper protagonista en tot el procés posterior.
En unir-se a la Xarxa, les ciutats es comprometen a compartir les seves millors pràctiques i a desenvolupar partenariats involucrant sector públic, sector privat i societat civil, per tal de:
- Enfortir la creació, producció, distribució i disseminació d'activitats, béns i serveis culturals;
- Desenvolupar nodes (hubs) de creativitat i innovació i ampliar les oportunitats per a creadors i professionals del sector cultural;
- Millorar l'accés i la participació en la vida cultural, en particular per als individus i grups desfavorits o vulnerables;
- Integrar plenament la cultura i la creativitat en plans de desenvolupament sostenible.

Els objectius de la Xarxa s'implementen, tant a nivell de les ciutats que en són membres com a nivell internacional, mitjançant diversos camps d'acció:
- Compartir experiències, coneixement i millors pràctiques.
- Projectes pilot, partenariats i iniciatives que incorporin sector públic, sector privat i societat civil.
- Programes i xarxes per a intercanvis professionals i artístics.
- Estudis, recerques i avaluacions sobre l'experiència de les ciutats creatives.
- Polítiques i mesures per al desenvolupament urbà sostenible.
- Activitats de comunicació i de sensibilització.[6]

## Procés de designació
Per tal d'entrar a formar part de la Xarxa, les ciutats han de ser designades prèviament com a ciutat creativa de la UNESCO. La responsabilitat de la designació rau en el/la Director/a General de la UNESCO prèvia consulta interna i consultes externes amb determinats experts independents, organitzacions no governamentals i/o institucions independents —incloses universitats—, que, o bé estiguin especialitzats en els set camps de creativitat establerts o bé en el paper de la creativitat en el desenvolupament urbà. També consultarà ciutats membres de la Xarxa.
La presentació de candidatures ha de prioritzar un dels set dominis de creativitat, si bé s'anima els candidat a posar en relleu les sinergies potencials o actuals amb altres dominis.
El nombre de designacions pot dependre de consideracions sobre equilibris territorials o temàtics.
Les ciutats designades seran sotmeses a una avaluació periòdica per tal de garantir el seu compromís i la sevacontribució activa a la realització dels objectius de la Xarxa.

## Ciutats membre per domini creatiu (2015)
Les ciutats que eren membres de la Xarxa fins al 2014 figuren al mapa i al cercador del web en francès i en anglès. L'11 de desembre de 2015, la Directora General de la UNESCO, Irina Bokova, va anunciar la designació de 47 ciutats de 33 països diferents com a noves integrants de la Xarxa de ciutats creatives de la UNESCO, totalitzant-ne un total de 116 que es mostren a continuació.

### UNESCO. Ciutats de la Literatura
| Ciutat     | País                | Incorporació |
| ---------- | ------------------- | ------------ |
| Bagdad     | Iraq                | 2015         |
| Barcelona  | Espanya             | 2015         |
| Dublín     | República d'Irlanda | 2010         |
| Dunedin    | Nova Zelanda        | 2014         |
| Edimburg   | Regne Unit          | 2004         |
| Granada    | Espanya             | 2014         |
| Heidelberg | Alemanya            | 2014         |
| Iowa City  | Estats Units        | 2008         |
| Kraków     | Polònia             | 2013         |
| Ljubljana  | Eslovènia           | 2015         |
| Lviv       | Ucraïna             | 2015         |
| Melbourne  | Austràlia           | 2008         |
| Montevideo | Uruguai             | 2015         |
| Norwich    | Regne Unit          | 2012         |
| Nottingham | Regne Unit          | 2015         |
| Óbidos     | Portugal            | 2015         |
| Praga      | República Txeca     | 2014         |
| Reykjavík  | Islàndia            | 2011         |
| Tartu      | Estònia             | 2015         |
| Uliànovsk  | Rússia              | 2015         |

### UNESCO. Ciutats de la Cinematografia
| Ciutat   | País                | Incorporació |
| -------- | ------------------- | ------------ |
| Bítola   | Macedònia del Nord  | 2015         |
| Bradford | Regne Unit          | 2009         |
| Busan    | Corea del Sud       | 2014         |
| Galway   | República d'Irlanda | 2014         |
| Roma     | Itàlia              | 2015         |
| Santos   | Brasil              | 2015         |
| Sofia    | Bulgària            | 2014         |
| Sydney   | Austràlia           | 2010         |

### UNESCO. Ciutats de la Música
| Ciutat        | País                            | Incorporació |
| ------------- | ------------------------------- | ------------ |
| Adelaida      | Austràlia                       | 2015         |
| Benarés       | Índia                           | 2015         |
| Bogotà        | Colòmbia                        | 2012         |
| Bolonya       | Itàlia                          | 2006         |
| Brazzaville   | República de Congo              | 2013         |
| Ghent         | Bèlgica                         | 2009         |
| Glasgow       | Regne Unit                      | 2008         |
| Hamamatsu     | Japó                            | 2014         |
| Hannover      | Alemanya                        | 2014         |
| Mannheim      | Alemanya                        | 2014         |
| Idanha-a-Nova | Portugal                        | 2015         |
| Katowice      | Polònia                         | 2015         |
| Kingston      | Jamaica                         | 2015         |
| Kinshasa      | República Democràtica del Congo | 2015         |
| Liverpool     | Regne Unit                      | 2015         |
| Medellín      | Colòmbia                        | 2015         |
| Salvador      | Brasil                          | 2015         |
| Tongyeong     | Corea del Sud                   | 2015         |
| Sevilla       | Espanya                         | 2006         |

### UNESCO. Ciutats de l'Artesania i les arts populars
| Ciutat                     | País                            | Incorporació |
| -------------------------- | ------------------------------- | ------------ |
| Al-Ahsa                    | Aràbia Saudita                  | 2015         |
| Aswan                      | Egipte                          | 2005         |
| Bamian                     | Afganistan                      | 2015         |
| Durán                      | Equador                         | 2015         |
| Fabriano                   | Itàlia                          | 2013         |
| Hangzhou                   | Xina                            | 2012         |
| Icheon                     | Corea del Sud                   | 2010         |
| Esfahan                    | Iran                            | 2015         |
| Jacmel                     | Haití                           | 2014         |
| Jaipur                     | Índia                           | 2015         |
| Jingdezhen                 | Xina                            | 2014         |
| Kanazawa                   | Japó                            | 2009         |
| Lubumbashi                 | República Democràtica del Congo | 2015         |
| Nassau                     | Bahames                         | 2014         |
| Paducah                    | Estats Units                    | 2013         |
| Pekalongan                 | Indonèsia                       | 2014         |
| San Cristóbal de las Casas | Mèxic                           | 2015         |
| Santa Fe                   | Estats Units                    | 2005         |
| Sasayama                   | Japó                            | 2015         |
| Suzhou                     | Xina                            | 2014         |

### UNESCO. Ciutats del Disseny
| Ciutat       | País          | Incorporació |
| ------------ | ------------- | ------------ |
| Bandung      | Indonèsia     | 2015         |
| Berlín       | Alemanya      | 2005         |
| Bilbao       | Espanya       | 2014         |
| Budapest     | Hongria       | 2015         |
| Buenos Aires | Argentina     | 2005         |
| Curitiba     | Brasil        | 2014         |
| Detroit      | Estats Units  | 2015         |
| Dundee       | Regne Unit    | 2014         |
| Graz         | Àustria       | 2011         |
| Helsinki     | Finlàndia     | 2014         |
| Kaunas       | Lituània      | 2015         |
| Kobe         | Japó          | 2008         |
| Mont-real    | Canadà        | 2006         |
| Nagoya       | Japó          | 2008         |
| Pequín       | Xina          | 2012         |
| Puebla       | Mèxic         | 2015         |
| Sant Étienne | França        | 2010         |
| Santa Fe     | Estats Units  | 2005         |
| Seül         | Corea del Sud | 2010         |
| Singapur     | Singapur      | 2015         |
| Xangai       | Xina          | 2010         |
| Shenzhen     | Xina          | 2008         |
| Turin        | Itàlia        | 2014         |

### UNESCO. Ciutats de les Arts digitals
| Ciutat            | País          | Incorporació |
| ----------------- | ------------- | ------------ |
| Austin            | Estats Units  | 2015         |
| Dakar             | Senegal       | 2014         |
| Enghien-les-Bains | França        | 2013         |
| Gwangju           | Corea del Sud | 2014         |
| Linz              | Àustria       | 2014         |
| Lyon              | França        | 2008         |
| Sapporo           | Japó          | 2013         |
| Tel-Aviv          | Israel        | 2014         |
| York              | Regne Unit    | 2014         |

### UNESCO. Ciutats de la Gastronomia
| Ciutat        | País          | Incorporació |
| ------------- | ------------- | ------------ |
| Belém         | Brasil        | 2015         |
| Bergen        | Noruega       | 2015         |
| Chengdu       | Xina          | 2010         |
| Burgos        | Espanya       | 2015         |
| Denia         | Espanya       | 2015         |
| Ensenada      | Mèxic         | 2015         |
| Florianópolis | Brasil        | 2014         |
| Gaziantep     | Turquia       | 2015         |
| Jeonju        | Corea del Sud | 2012         |
| Östersund     | Suècia        | 2010         |
| Parma         | Itàlia        | 2015         |
| Phuket        | Tailàndia     | 2015         |
| Popayán       | Colòmbia      | 2005         |
| Rasht         | Iran          | 2015         |
| Shunde        | Xina          | 2014         |
| Tsuruoka      | Japó          | 2014         |
| Tucson        | Estats Units  | 2015         |
| Zahlé         | Líban         | 2013         |